# DKW 3=6
DKW 3=6 lub DKW Sonderklasse – samochód osobowy klasy średniej produkowany przez niemiecką firmę DKW w latach 1953–1959, znany też pod oznaczeniami fabrycznymi F91/F93/F94 oraz jako DKW 900. Dostępny jako: 2-drzwiowe coupé, 2-drzwiowy kabriolet, 3-drzwiowe kombi oraz 2- lub 4-drzwiowy sedan. Następca modelu F89. Do napędu użyto dwusuwowego silnika R3 o pojemności 0,9 l. Moc przenoszona była na oś przednią poprzez 3- lub 4-biegową manualną skrzynię biegów. Samochód został zastąpiony przez model Auto Union 1000.

## Historia i rozwój
Samochód wszedł do produkcji w 1953 roku w wersji dwudrzwiowego sedana DKW F91 (oznacznie fabryczne od Frontantrieb - przedni napęd) i został po raz pierwszy zaprezentowany na frankfurckim salonie motoryzacyjnym w marcu tego roku. Otrzymał nazwę DKW Sonderklasse (pol. "specjalna klasa"). Oznaczenie 3=6, umieszczane na lewym błotniku, pochodziło od reklamy samochodu, przyrównującej trzycylindrowy silnik dwusuwowy do sześciocylindrowego silnika czterosuwowego, z uwagi na podwójny cykl pracy tłoków.
Od 1954 roku produkowano także wersję z nadwoziem coupe oraz kabriolet, karosowany przez Karmanna. Produkowano też wersję 3-drzwiowego kombi Universal (do czerwca 1957).
W 1955 roku sedan F91 został zastąpiony przez nieco większy model F93, znany jako Großer DKW 3=6 ("Duży 3=6"). Zachował on taki sam rozstaw osi (235 cm), lecz rozstaw kół zwiększono o 10 cm. Zmianie uległ wygląd - atrapę chłodnicy w postaci poziomych żeber zastąpiono przez owalną atrapę z pięcioma poziomymi żebrami. W 1957 roku ponownie zmodyfikowano atrapę, zastępując żebra przez drobną kratkę. 
W 1957 roku w ofercie pojawił się 4-drzwiowy sedan F94, z rozstawem osi zwiększonym o 10 cm, a także nowe kombi Universal. 
W 1956 roku pojawiła się sportowa wersja DKW Monza, z całkowicie nowym aerodynamicznym nadwoziem z tworzywa sztucznego.
Od 1958 roku, w związku z wprowadzeniem do produkcji następcy - Auto Union 1000, DKW 3=6, produkowany jeszcze przez rok, otrzymał oznaczenie DKW 900. 
Był eksportowany m.in. do USA, gdzie w 1959 roku kosztował 1995 dolarów.

## Produkcja licencyjna
Samochody DKW 3=6 były produkowane także w Brazylii przez VEMAG w latach 1956-1967, jako sedan DKW Belcar, kombi Vemaguet i coupe Fissore. Od 1964 roku samochody brazylijskiej produkcji otrzymały drzwi zawieszone na przedniej krawędzi, a od 1967 - podwójne reflektory. Łącznie w Brazylii zbudowano 109.343 samochody.

## Galeria
- 3=6 Universal (F91)
- 3=6 Cabrio (F91)
- 3=6 (F93) model z 1957
- 3=6 Cabrio (F93)

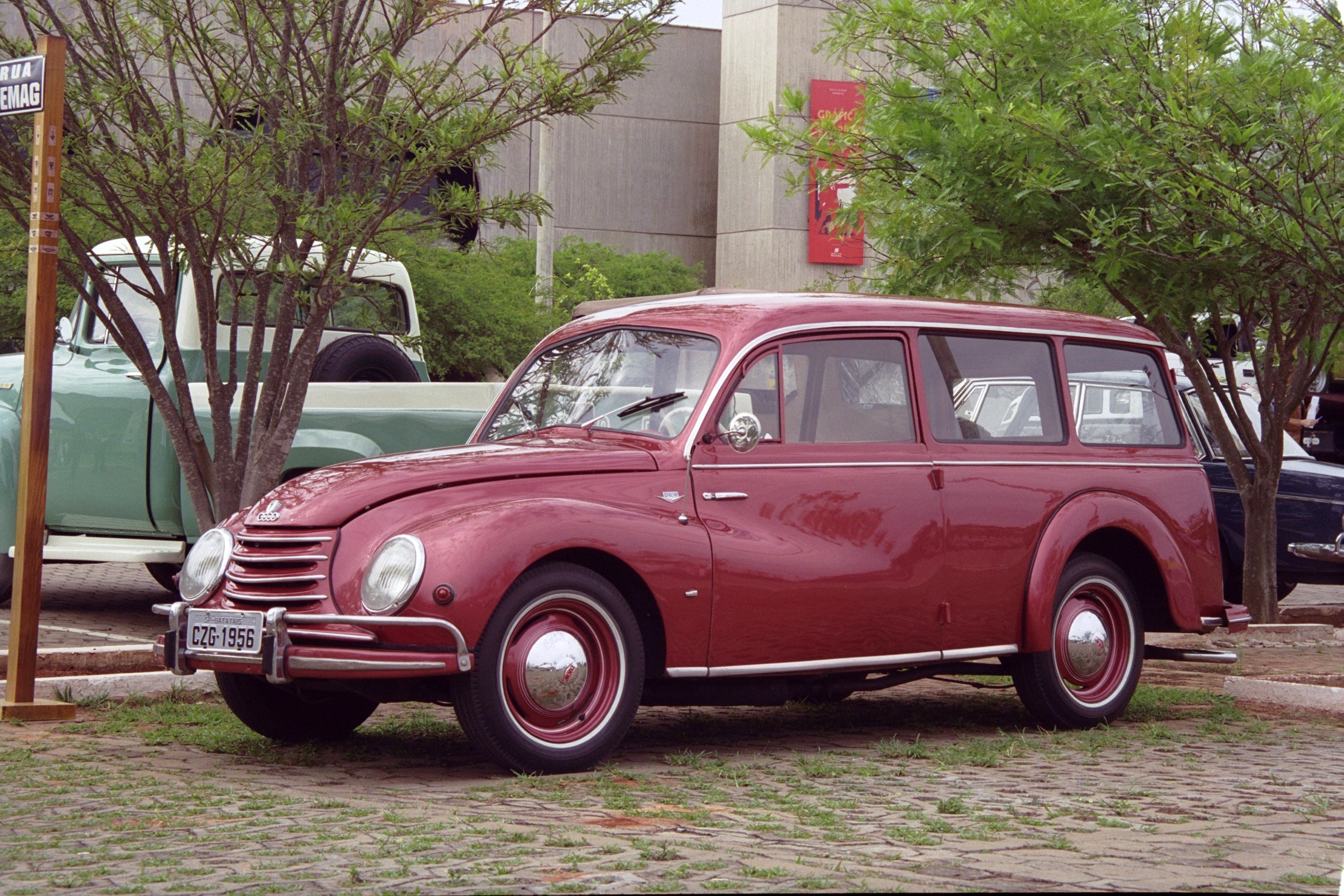
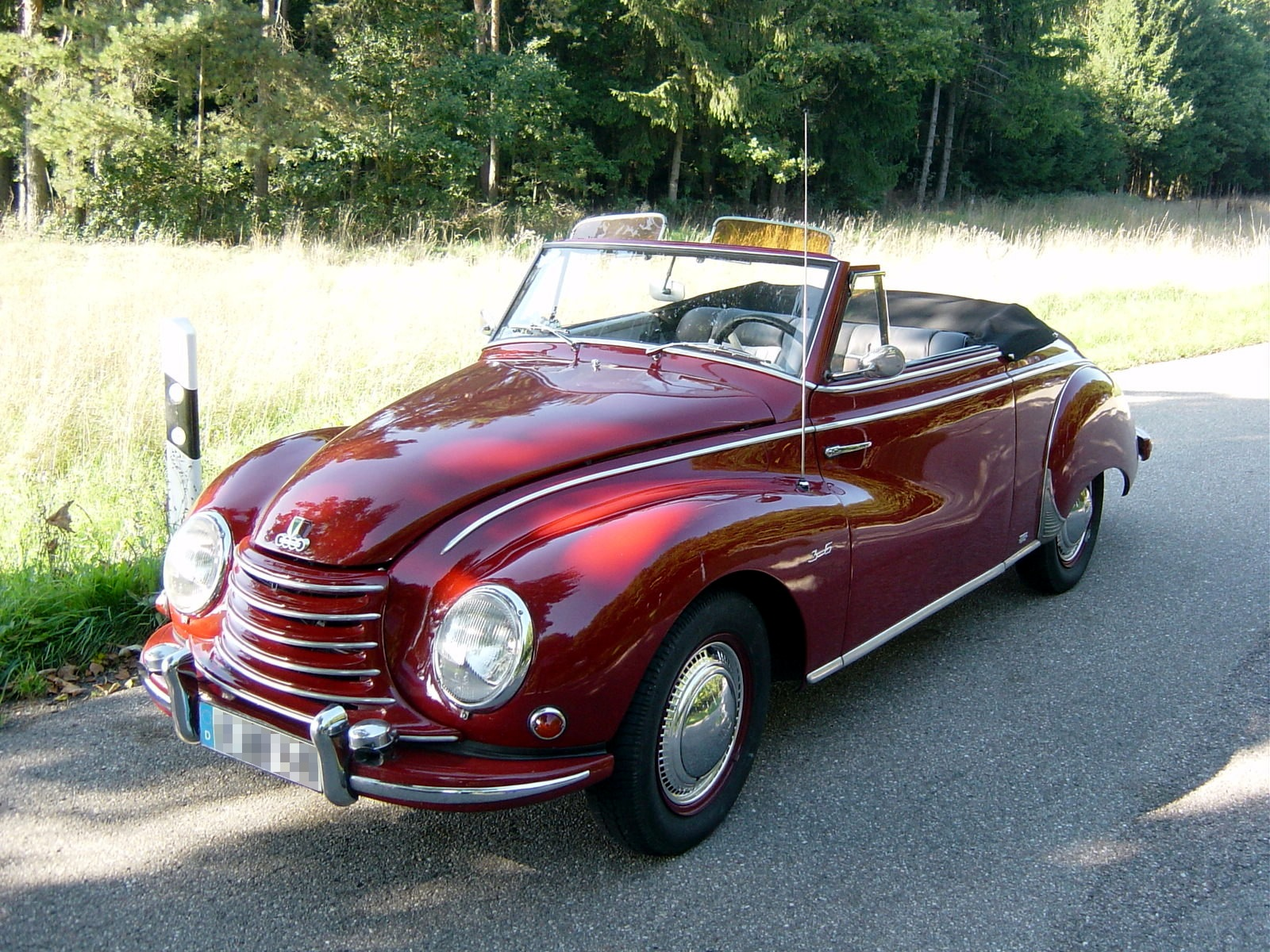
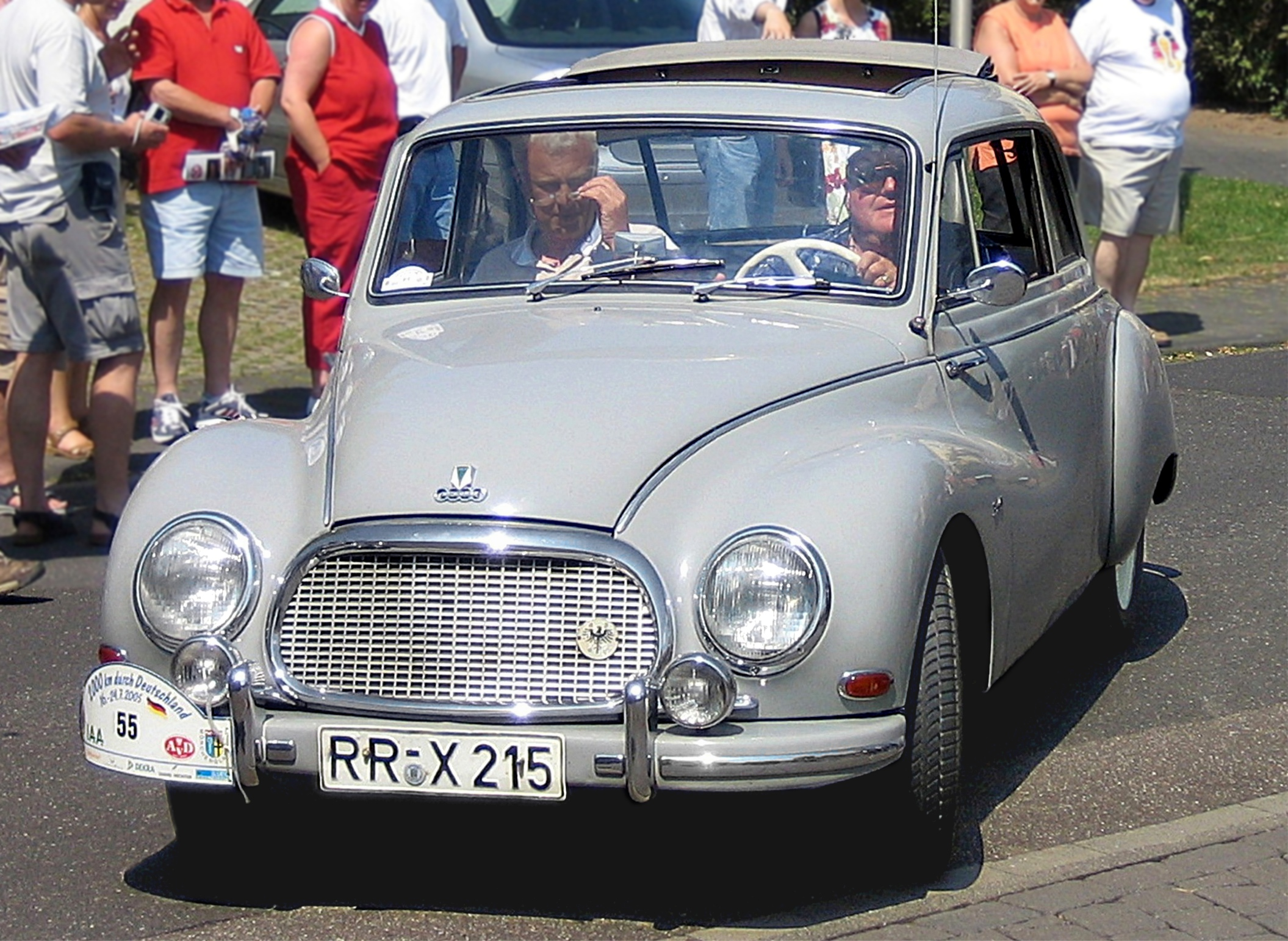
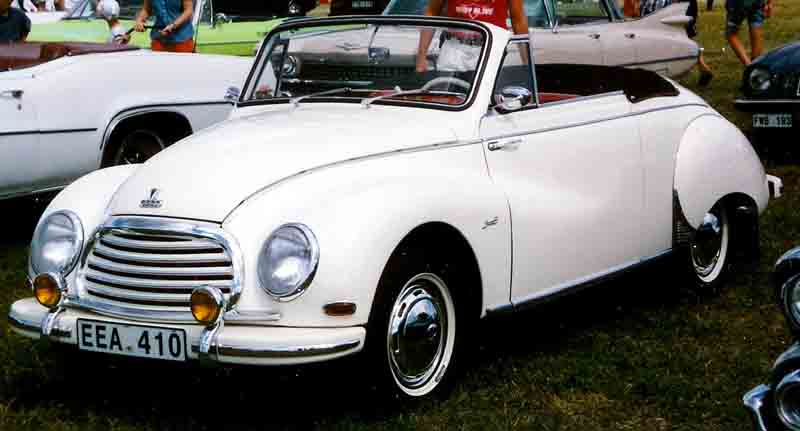
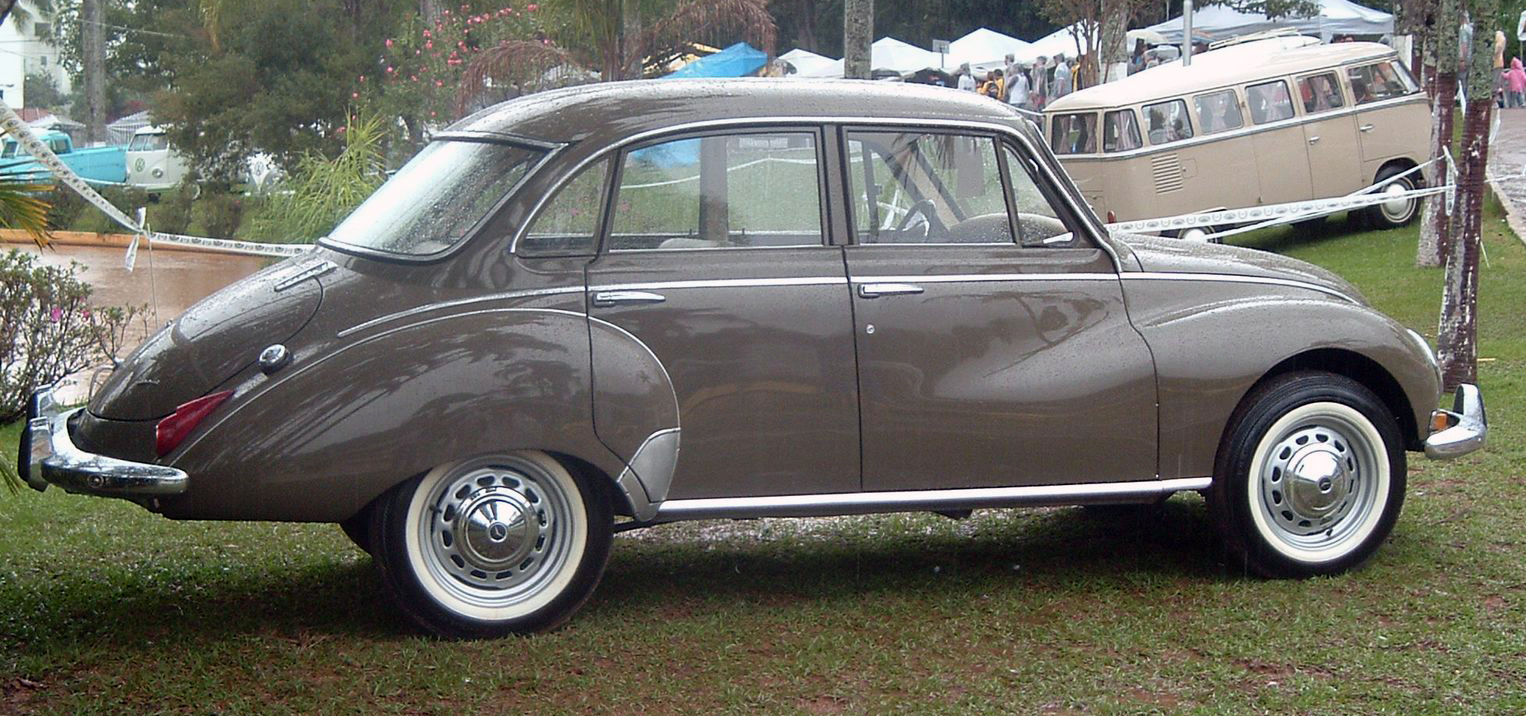
DKW-Vemag Belcar (F94)
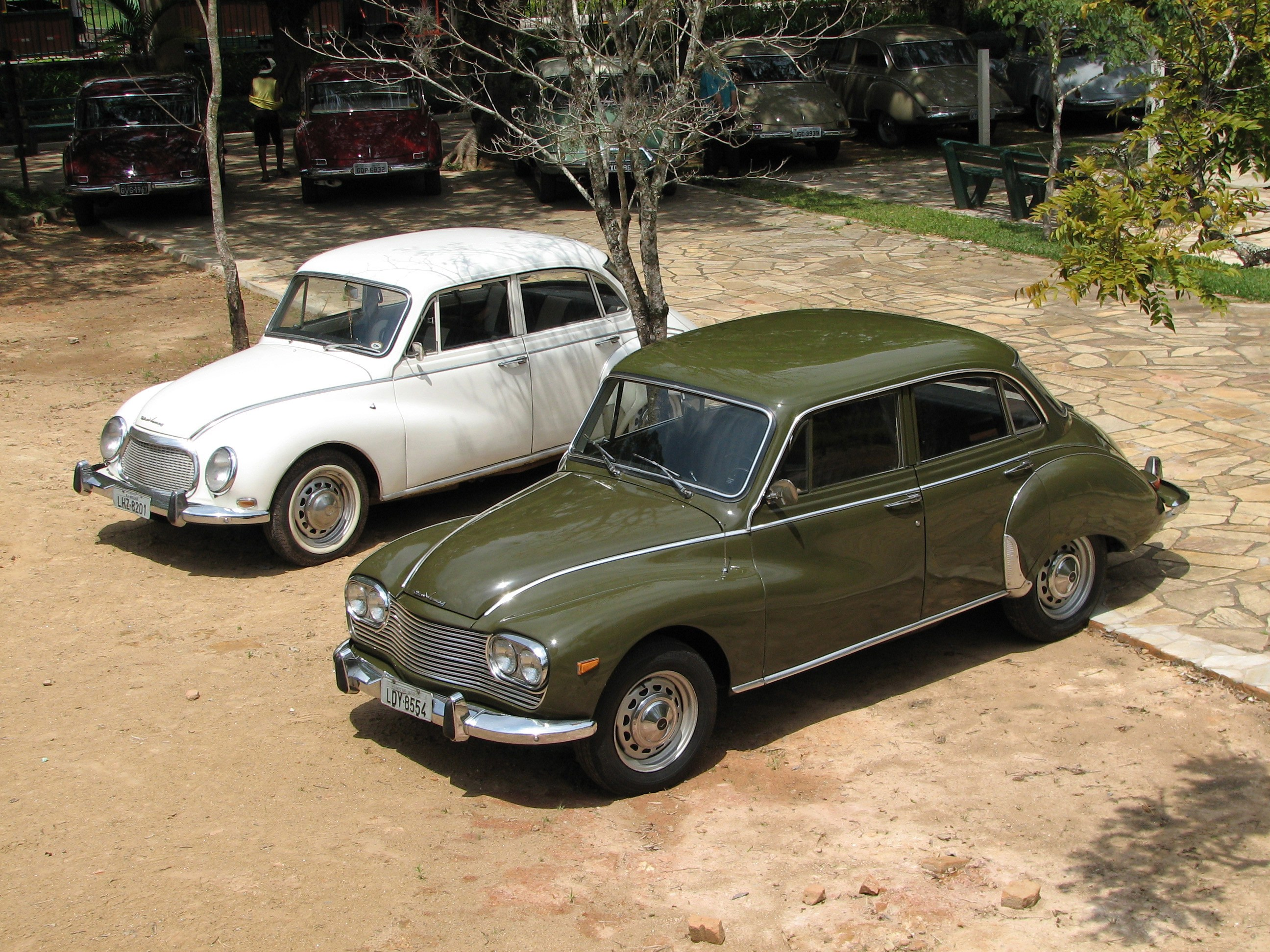
Brazylijskie DKW-Vemag (po prawej - po face liftingu z 1967 roku)